# Миљцо Трифуновић
Миљцо Трифуновић (Луњевица, око 1800 – ?) био је окружни начелник и члан Совјета.

## Биографија
Осим што је учио терзијски занат, претходно је почео да ради као писац и секретар код Јована Обреновића.
Док је почев од 1835. године био у Окружном начелству и суду у Ужицу, од 1842. је и окружни начелник. Отад па надаље сматран је за човека од поверења Александра Карађорђевића, па је крајњи исход тога било унапређење у чин мајора и „подполковника”. Тада је премештен у Београд.
Ступивши на место окружног начелника, Трифуновић је добио задатак да лиши слободе Јована Мићића, претходног начелника. Према једној причи ухватио је Мићића с полицајцима и војском на златиборским пашњацима у Зови (данас је то део Краљевих Вода), а према другој, Мићић је ухваћен у златиборском селу Семегњеву и то у шуми која се данас зове Сердарев гај. Потом је одведен у Београд где је везан био вожен кроз варош на воловским колима, исмеван и изложен јавним поругама.
На основу сачуваних писама може се утврдити да је Трифуновић 8. јула 1820. из Бруснице јављао кнезу Милошу Обреновићу: „Гардисте Нахије здешње овди су од неколико дана, и колико је могуће учимо иј писати и читати, а тако и каплара егзенцирати се”.